# Formostenus burmensis
Formostenus burmensis är en stekelart som beskrevs av Jonathan 1980. Formostenus burmensis ingår i släktet Formostenus och familjen brokparasitsteklar. Inga underarter finns listade i Catalogue of Life.